# Чемпіонат світу з футболу 1990 (склади команд)
Склади команд — учасниць фінального турніру чемпіонату світу з футболу 1990 року.

## Австрія
Головний тренер: Йозеф Гікерсбергер
| №  | Поз. | Гравець             | Дата народження (вік)            | Матчів | Клуб             |
| -- | ---- | ------------------- | -------------------------------- | ------ | ---------------- |
| 1  | ВР   | Клаус Ліденбергер   | 28 травня 1957 (вік 33 роки)     | 37     | Сваровскі-Тіроль |
| 2  | ЗХ   | Ернст Айгнер        | 31 жовтня 1966 (вік 23 роки)     | 7      | Аустрія (Відень) |
| 3  | ЗХ   | Роберт Пекль        | 15 листопада 1965 (вік 24 роки)  | 19     | Рапід (Відень)   |
| 4  | ЗХ   | Антон Пфеффер       | 17 серпня 1965 (вік 24 роки)     | 21     | Аустрія (Відень) |
| 5  | ЗХ   | Петер Шеттель       | 26 березня 1967 (вік 23 роки)    | 11     | Рапід (Відень)   |
| 6  | ПЗ   | Манфред Жак         | 22 грудня 1964 (вік 25 років)    | 28     | Аустрія (Відень) |
| 7  | ЗХ   | Курт Русс           | 23 листопада 1964 (вік 25 років) | 20     | Ферст Вієнна     |
| 8  | ЗХ   | Петер Артнер        | 20 травня 1966 (вік 24 роки)     | 21     | Адміра Ваккер    |
| 9  | НП   | Тоні Польстер (к)   | 10 березня 1964 (вік 26 років)   | 36     | Севілья          |
| 10 | ПЗ   | Манфред Лінцмаєр    | 27 серпня 1962 (вік 27 років)    | 19     | Сваровскі-Тіроль |
| 11 | ПЗ   | Альфред Гертнагль   | 24 вересня 1966 (вік 23 роки)    | 10     | Сваровскі-Тіроль |
| 12 | ПЗ   | Міхаель Баур        | 16 квітня 1969 (вік 21 рік)      | 1      | Сваровскі-Тіроль |
| 13 | НП   | Андреас Огріс       | 7 жовтня 1964 (вік 25 років)     | 28     | Аустрія (Відень) |
| 14 | НП   | Герхард Родакс      | 29 серпня 1965 (вік 24 роки)     | 16     | Адміра Ваккер    |
| 15 | НП   | Крістіан Кеглевіц   | 29 січня 1961 (вік 29 років)     | 15     | Рапід (Відень)   |
| 16 | ПЗ   | Андреас Райзінгер   | 14 жовтня 1963 (вік 26 років)    | 6      | Рапід (Відень)   |
| 17 | НП   | Гаймо Пфайфенбергер | 29 грудня 1966 (вік 23 роки)     | 3      | Рапід (Відень)   |
| 18 | ЗХ   | Міхаель Штрайтер    | 19 січня 1966 (вік 24 роки)      | 8      | Сваровскі-Тіроль |
| 19 | ПЗ   | Геральд Глацмаєр    | 14 грудня 1968 (вік 21 рік)      | 5      | Ферст Вієнна     |
| 20 | ПЗ   | Андреас Герцог      | 10 вересня 1968 (вік 21 рік)     | 16     | Рапід (Відень)   |
| 21 | ВР   | Міхаель Конзель     | 6 березня 1962 (вік 28 років)    | 5      | Рапід (Відень)   |
| 22 | ВР   | Отто Конрад         | 1 листопада 1964 (вік 25 років)  | 2      | Штурм (Грац)     |

## Англія
Головний тренер: Боббі Робсон
| №  | Поз. | Гравець          | Дата народження (вік)            | Матчів | Клуб                    |
| -- | ---- | ---------------- | -------------------------------- | ------ | ----------------------- |
| 1  | ВР   | Пітер Шилтон     | 18 вересня 1949 (вік 40 років)   | 118    | Дербі Каунті            |
| 2  | ЗХ   | Гері Стівенс     | 27 березня 1963 (вік 27 років)   | 39     | Рейнджерс               |
| 3  | ЗХ   | Стюарт Пірс      | 24 квітня 1962 (вік 28 років)    | 24     | Ноттінгем Форест        |
| 4  | ПЗ   | Ніл Вебб         | 30 липня 1963 (вік 26 років)     | 19     | Манчестер Юнайтед       |
| 5  | ЗХ   | Дес Волкер       | 26 листопада 1965 (вік 24 роки)  | 18     | Ноттінгем Форест        |
| 6  | ЗХ   | Террі Бутчер     | 28 грудня 1958 (вік 31 рік)      | 72     | Рейнджерс               |
| 7  | ПЗ   | Браян Робсон (к) | 11 січня 1957 (вік 33 роки)      | 85     | Манчестер Юнайтед       |
| 8  | ПЗ   | Кріс Водл        | 14 грудня 1960 (вік 29 років)    | 52     | Олімпік (Марсель)       |
| 9  | НП   | Пітер Бердслі    | 18 січня 1961 (вік 29 років)     | 40     | Ліверпуль               |
| 10 | НП   | Гарі Лінекер     | 30 листопада 1960 (вік 29 років) | 51     | Тоттенгем Готспур       |
| 11 | ПЗ   | Джон Барнс       | 7 листопада 1963 (вік 26 років)  | 53     | Ліверпуль               |
| 12 | ЗХ   | Пол Паркер       | 4 квітня 1964 (вік 26 років)     | 5      | Квінз Парк Рейнджерс    |
| 13 | ВР   | Кріс Вудз        | 14 листопада 1959 (вік 30 років) | 16     | Рейнджерс               |
| 14 | ЗХ   | Марк Райт        | 1 серпня 1963 (вік 26 років)     | 24     | Дербі Каунті            |
| 15 | ЗХ   | Тоні Доріго      | 31 грудня 1965 (вік 24 роки)     | 3      | Челсі                   |
| 16 | ПЗ   | Стів Макмагон    | 20 серпня 1961 (вік 28 років)    | 12     | Ліверпуль               |
| 17 | ПЗ   | Девід Платт      | 10 червня 1966 (вік 23 роки)     | 5      | Астон Вілла             |
| 18 | ПЗ   | Стів Годж        | 25 жовтня 1962 (вік 27 років)    | 22     | Ноттінгем Форест        |
| 19 | ПЗ   | Пол Гаскойн      | 27 травня 1967 (вік 23 роки)     | 11     | Тоттенгем Готспур       |
| 20 | ПЗ   | Тревор Стівен    | 21 вересня 1963 (вік 26 років)   | 26     | Рейнджерс               |
| 21 | НП   | Стів Булл        | 28 березня 1965 (вік 25 років)   | 7      | Вулвергемптон Вондерерз |
| 22 | ВР   | Девід Сімен*     | 19 вересня 1963 (вік 26 років)   | 3      | Квінз Парк Рейнджерс    |

| №  | Поз. | Гравець     | Дата народження (вік)        | Матчів | Клуб  |
| -- | ---- | ----------- | ---------------------------- | ------ | ----- |
| 22 | ВР   | Дейв Бізант | 20 березня 1959 (вік 31 рік) | 2      | Челсі |

 *Голкіпер Девід Сімен травмувався у першій грі проти Італії, і замість нього до складу був дозаявлений Дейв Бізант.

## Аргентина
Головний тренер: Карлос Білардо
| №  | Поз. | Гравець            | Дата народження (вік)           | Матчів | Клуб                       |
| -- | ---- | ------------------ | ------------------------------- | ------ | -------------------------- |
| 1  | ВР   | Нері Пумпідо*      | 30 липня 1957 (вік 32 роки)     | ?      | Реал Бетіс                 |
| 2  | ПЗ   | Серхіо Батіста     | 9 листопада 1962 (вік 27 років) | 30     | Рівер Плейт                |
| 3  | НП   | Абель Бальбо       | 1 червня 1966 (вік 24 роки)     | 6      | Удінезе                    |
| 4  | ПЗ   | Хосе Басуальдо     | 20 червня 1963 (вік 26 років)   | 10     | Штутгарт                   |
| 5  | ЗХ   | Едгардо Бауса      | 26 січня 1958 (вік 32 роки)     | 1      | Веракрус                   |
| 6  | НП   | Габрієль Кальдерон | 7 лютого 1960 (вік 30 років)    | 16     | Парі Сен-Жермен            |
| 7  | ПЗ   | Хорхе Бурручага    | 9 жовтня 1962 (вік 27 років)    | 52     | Нант                       |
| 8  | НП   | Клаудіо Каніджа    | 9 січня 1967 (вік 23 роки)      | 16     | Аталанта                   |
| 9  | НП   | Густаво Десотті    | 14 лютого 1964 (вік 26 років)   | 1      | Кремонезе                  |
| 10 | ПЗ   | Дієго Марадона (к) | 30 жовтня 1960 (вік 29 років)   | 73     | Наполі                     |
| 11 | ЗХ   | Нестор Фаббрі      | 29 квітня 1968 (вік 22 роки)    | 7      | Расінг (Авельянеда)        |
| 12 | ВР   | Серхіо Гойкочеа    | 17 жовтня 1963 (вік 26 років)   | 1      | Мільйонаріос               |
| 13 | ЗХ   | Нестор Лоренсо     | 28 лютого 1966 (вік 24 роки)    | 12     | Барі                       |
| 14 | ПЗ   | Рікардо Джусті     | 11 грудня 1956 (вік 33 роки)    | 47     | Індепендьєнте (Авельянеда) |
| 15 | ЗХ   | Педро Монсон       | 23 лютого 1962 (вік 28 років)   | 10     | Індепендьєнте (Авельянеда) |
| 16 | ЗХ   | Хуліо Олартікоечеа | 18 жовтня 1958 (вік 31 рік)     | 19     | Расінг (Авельянеда)        |
| 17 | ЗХ   | Роберто Сенсіні    | 12 жовтня 1966 (вік 23 роки)    | 16     | Удінезе                    |
| 18 | ЗХ   | Хосе Серрісуела    | 16 червня 1962 (вік 27 років)   | 1      | Рівер Плейт                |
| 19 | ЗХ   | Оскар Руджері      | 26 січня 1962 (вік 28 років)    | 50     | Реал Мадрид                |
| 20 | ЗХ   | Хуан Сімон         | 2 березня 1960 (вік 30 років)   | 3      | Бока Хуніорс               |
| 21 | ПЗ   | Педро Трольйо      | 28 липня 1965 (вік 24 роки)     | 12     | Лаціо                      |
| 22 | ВР   | Фабіан Канселарич  | 20 грудня 1965 (вік 24 роки)    | ?      | Ферро Карріль Оесте        |

| № | Поз. | Гравець        | Дата народження (вік)         | Матчів | Клуб        |
| - | ---- | -------------- | ----------------------------- | ------ | ----------- |
| 1 | ВР   | Анхель Коміццо | 27 квітня 1962 (вік 28 років) | ?      | Рівер Плейт |

 *Після того як голкіпер Нері Пумпідо отримав перелам великогомілкової і малогомілкової кісток у грі проти збірної СРСР, замість нього був дозаявлений Анхель Коміццо.

## Бельгія
Головний тренер: Гі Тіс
| №  | Поз. | Гравець              | Дата народження (вік)          | Матчів | Клуб            |
| -- | ---- | -------------------- | ------------------------------ | ------ | --------------- |
| 1  | ВР   | Мішель Прюдомм       | 24 січня 1959 (вік 31 рік)     | 23     | Мехелен         |
| 2  | ЗХ   | Ерік Геретс          | 18 травня 1954 (вік 36 років)  | 80     | ПСВ             |
| 3  | ЗХ   | Філіпп Альбер        | 10 серпня 1967 (вік 22 роки)   | 7      | Мехелен         |
| 4  | ЗХ   | Лей Клейстерс        | 6 листопада 1956 (вік 33 роки) | 36     | Мехелен         |
| 5  | ПЗ   | Брюно Версавель      | 27 серпня 1967 (вік 22 роки)   | 14     | Мехелен         |
| 6  | ПЗ   | Марк Еммерс          | 25 лютого 1966 (вік 24 роки)   | 16     | Мехелен         |
| 7  | ЗХ   | Стефан Демоль        | 11 березня 1966 (вік 24 роки)  | 29     | Порту           |
| 8  | ПЗ   | Франкі ван дер Ельст | 30 квітня 1961 (вік 29 років)  | 37     | Брюгге          |
| 9  | НП   | Марк Дегріз          | 4 вересня 1965 (вік 24 роки)   | 24     | Андерлехт       |
| 10 | ПЗ   | Енцо Шифо            | 19 лютого 1966 (вік 24 роки)   | 39     | Осер            |
| 11 | ПЗ   | Ян Кулеманс (к)      | 28 лютого 1957 (вік 33 роки)   | 88     | Брюгге          |
| 12 | ВР   | Жильбер Бодар        | 2 вересня 1962 (вік 27 років)  | 5      | Стандард (Льєж) |
| 13 | ЗХ   | Жорж Грюн            | 25 січня 1962 (вік 28 років)   | 47     | Андерлехт       |
| 14 | НП   | Ніко Класен          | 7 жовтня 1962 (вік 27 років)   | 35     | Антверпен       |
| 15 | ЗХ   | Жан-Франсуа де Сарт  | 18 грудня 1961 (вік 28 років)  | 3      | Льєж            |
| 16 | ЗХ   | Мішель де Вольф      | 19 січня 1958 (вік 32 роки)    | 27     | Кортрейк        |
| 17 | ЗХ   | Паскаль Плов'є       | 7 травня 1965 (вік 25 років)   | 2      | Брюгге          |
| 18 | ПЗ   | Лоренцо Сталенс      | 30 квітня 1964 (вік 26 років)  | 1      | Брюгге          |
| 19 | НП   | Марк ван дер Лінден  | 4 лютого 1964 (вік 26 років)   | 17     | Андерлехт       |
| 20 | ВР   | Філіп де Вільде      | 5 липня 1964 (вік 25 років)    | 2      | Андерлехт       |
| 21 | ПЗ   | Марк Вільмотс        | 22 лютого 1969 (вік 21 рік)    | 2      | Мехелен         |
| 22 | ПЗ   | Патрік Верворт       | 17 січня 1965 (вік 25 років)   | 27     | Андерлехт       |

## Бразилія
Головний тренер: Себастьян Лазароні
| №  | Поз. | Гравець           | Дата народження (вік)            | Матчів | Клуб               |
| -- | ---- | ----------------- | -------------------------------- | ------ | ------------------ |
| 1  | ВР   | Клаудіо Таффарел  | 8 травня 1966 (вік 24 роки)      | 26     | Інтернасьйонал     |
| 2  | ЗХ   | Жоржиньйо         | 17 серпня 1964 (вік 25 років)    | 22     | Баєр 04            |
| 3  | ЗХ   | Рікардо Гомес (к) | 13 грудня 1964 (вік 25 років)    | 30     | Бенфіка            |
| 4  | ПЗ   | Дунга             | 31 жовтня 1963 (вік 26 років)    | 21     | Фіорентіна         |
| 5  | ПЗ   | Алеман            | 22 листопада 1961 (вік 28 років) | 32     | Наполі             |
| 6  | ЗХ   | Бранко            | 4 квітня 1964 (вік 26 років)     | 34     | Порту              |
| 7  | ПЗ   | Бісмарк           | 11 вересня 1969 (вік 20 років)   | 10     | Васко да Гама      |
| 8  | ПЗ   | Валдо             | 12 січня 1964 (вік 26 років)     | 38     | Бенфіка            |
| 9  | НП   | Карека            | 5 жовтня 1960 (вік 29 років)     | 46     | Наполі             |
| 10 | ПЗ   | Сілас             | 27 серпня 1965 (вік 24 роки)     | 29     | Спортінг (Лісабон) |
| 11 | НП   | Ромаріу           | 29 січня 1966 (вік 24 роки)      | 24     | PSV                |
| 12 | ВР   | Акасіу            | 20 січня 1959 (вік 31 рік)       | 6      | Васко да Гама      |
| 13 | ЗХ   | Карлос Мозер      | 19 вересня 1960 (вік 29 років)   | 27     | Олімпік (Марсель)  |
| 14 | ЗХ   | Алдаїр            | 30 листопада 1965 (вік 24 роки)  | 18     | Бенфіка            |
| 15 | НП   | Мюллер            | 31 січня 1966 (вік 24 роки)      | 31     | Торіно             |
| 16 | НП   | Бебето            | 16 лютого 1964 (вік 26 років)    | 26     | Васко да Гама      |
| 17 | НП   | Ренато Гаушо      | 9 вересня 1962 (вік 27 років)    | 23     | Фламенгу           |
| 18 | ЗХ   | Мазіньйо          | 8 квітня 1966 (вік 24 роки)      | 17     | Васко да Гама      |
| 19 | ЗХ   | Рікардо Роша      | 11 вересня 1962 (вік 27 років)   | 14     | Сан-Паулу          |
| 20 | ПЗ   | Тіта              | 1 квітня 1958 (вік 32 роки)      | 31     | Васко да Гама      |
| 21 | ЗХ   | Мауро Галван      | 19 грудня 1961 (вік 28 років)    | 20     | Ботафого           |
| 22 | ВР   | Зе Карлос         | 7 лютого 1962 (вік 28 років)     | 3      | Фламенгу           |

## Єгипет
Головний тренер: Махмуд Ель-Гохарі
| №  | Поз. | Гравець                | Дата народження (вік)           | Матчів | Клуб                  |
| -- | ---- | ---------------------- | ------------------------------- | ------ | --------------------- |
| 1  | ВР   | Ахмед Шобаїр           | 28 вересня 1960 (вік 29 років)  | 52     | Аль-Аглі (Каїр)       |
| 2  | ЗХ   | Ібрагім Хассан         | 10 серпня 1966 (вік 23 роки)    | 45     | Аль-Аглі (Каїр)       |
| 3  | ЗХ   | Рабі Яссін             | 7 вересня 1960 (вік 29 років)   | 81     | Аль-Аглі (Каїр)       |
| 4  | ЗХ   | Хані Рамзі             | 10 березня 1969 (вік 21 рік)    | 28     | Аль-Аглі (Каїр)       |
| 5  | ЗХ   | Хешам Якан             | 10 серпня 1962 (вік 27 років)   | 35     | Замалек               |
| 6  | ЗХ   | Ашраф Касем            | 25 липня 1966 (вік 23 роки)     | 38     | Замалек               |
| 7  | ПЗ   | Ісмаїл Юссеф           | 28 червня 1964 (вік 25 років)   | 29     | Замалек               |
| 8  | ПЗ   | Магді Абдельгані       | 27 липня 1959 (вік 30 років)    | 34     | Бейра-Мар             |
| 9  | НП   | Хоссам Хассан          | 10 серпня 1966 (вік 23 роки)    | 49     | Аль-Аглі (Каїр)       |
| 10 | ПЗ   | Гамаль Абдельхамід (к) | 24 листопада 1957 (вік 32 роки) | 76     | Замалек               |
| 11 | ПЗ   | Тарек Соліман          | 24 січня 1962 (вік 28 років)    | 6      | Аль-Масрі             |
| 12 | ПЗ   | Тахер Абузаїд          | 10 квітня 1962 (вік 28 років)   | 57     | Аль-Аглі (Каїр)       |
| 13 | ЗХ   | Ахмед Рамзі            | 25 жовтня 1965 (вік 24 роки)    | 27     | Замалек               |
| 14 | ПЗ   | Алаа Майхуб            | 19 січня 1963 (вік 27 років)    | 8      | Аль-Аглі (Каїр)       |
| 15 | ПЗ   | Сабер Еїд              | 1 травня 1959 (вік 31 рік)      | 2      | Газль Аль-Мехалла     |
| 16 | ПЗ   | Магді Тольба           | 24 лютого 1964 (вік 26 років)   | 1      | ПАОК                  |
| 17 | НП   | Айман Шавкі            | 9 грудня 1962 (вік 27 років)    | 4      | Аль-Аглі (Каїр)       |
| 18 | ПЗ   | Осама Орабі            | 22 січня 1962 (вік 28 років)    | 1      | Аль-Аглі (Каїр)       |
| 19 | НП   | Адель Абдельрахман     | 11 грудня 1967 (вік 22 роки)    | 0      | Аль-Аглі (Каїр)       |
| 20 | НП   | Ахмед Ель-Касс         | 8 липня 1965 (вік 24 роки)      | 42     | Олімпік (Александрія) |
| 21 | ВР   | Айман Тахер            | 7 січня 1966 (вік 24 роки)      | 2      | Замалек               |
| 22 | ВР   | Табет Ель-Баталь       | 16 вересня 1953 (вік 36 років)  | 87     | Аль-Аглі (Каїр)       |

## Ірландія
Головний тренер:  Джек Чарльтон
| №  | Поз. | Гравець          | Дата народження (вік)            | Матчів | Клуб              |
| -- | ---- | ---------------- | -------------------------------- | ------ | ----------------- |
| 1  | ВР   | Паккі Боннер     | 24 травня 1960 (вік 30 років)    | 38     | Селтік            |
| 2  | ЗХ   | Кріс Морріс      | 24 грудня 1963 (вік 26 років)    | 21     | Селтік            |
| 3  | ЗХ   | Стів Стонтон     | 19 січня 1969 (вік 21 рік)       | 13     | Ліверпуль         |
| 4  | ЗХ   | Мік Маккарті (к) | 7 лютого 1959 (вік 31 рік)       | 42     | Міллволл          |
| 5  | ЗХ   | Кевін Моран      | 29 квітня 1956 (вік 34 роки)     | 55     | Блекберн Роверз   |
| 6  | ПЗ   | Ронні Велан      | 25 вересня 1961 (вік 28 років)   | 38     | Ліверпуль         |
| 7  | ЗХ   | Пол Макграт      | 4 грудня 1959 (вік 30 років)     | 36     | Астон Вілла       |
| 8  | ПЗ   | Рей Гафтон       | 9 січня 1962 (вік 28 років)      | 29     | Ліверпуль         |
| 9  | НП   | Джон Олдрідж     | 18 вересня 1958 (вік 31 рік)     | 30     | Реал Сосьєдад     |
| 10 | НП   | Тоні Каскаріно   | 1 вересня 1962 (вік 27 років)    | 21     | Астон Вілла       |
| 11 | ПЗ   | Кевін Шиді       | 21 жовтня 1959 (вік 30 років)    | 28     | Евертон           |
| 12 | ЗХ   | Девід О'Лірі     | 2 травня 1958 (вік 32 роки)      | 51     | Арсенал (Лондон)  |
| 13 | ПЗ   | Енді Таунсенд    | 23 липня 1963 (вік 26 років)     | 12     | Норвіч Сіті       |
| 14 | ЗХ   | Кріс Г'ютон      | 11 грудня 1958 (вік 31 рік)      | 50     | Тоттенгем Готспур |
| 15 | НП   | Берні Слейвен    | 13 листопада 1960 (вік 29 років) | 4      | Мідлсбро          |
| 16 | ПЗ   | Джон Шерідан     | 1 жовтня 1964 (вік 25 років)     | 8      | Шеффілд Венсдей   |
| 17 | НП   | Ніелл Куїнн      | 6 жовтня 1966 (вік 23 роки)      | 15     | Манчестер Сіті    |
| 18 | НП   | Френк Степлтон   | 10 липня 1956 (вік 33 роки)      | 71     | Блекберн Роверз   |
| 19 | НП   | Девід Келлі      | 25 листопада 1965 (вік 24 роки)  | 6      | Лестер Сіті       |
| 20 | НП   | Джон Бірн        | 1 лютого 1961 (вік 29 років)     | 19     | Гавр              |
| 21 | ПЗ   | Алан Маклафлін   | 20 квітня 1967 (вік 23 роки)     | 1      | Свіндон Таун      |
| 22 | ВР   | Джеррі Пейтон    | 20 травня 1956 (вік 34 роки)     | 28     | Борнмут           |

## Іспанія
Головний тренер: Луїс Суарес Мірамонтес
| №  | Поз. | Гравець                 | Дата народження (вік)          | Матчів | Клуб              |
| -- | ---- | ----------------------- | ------------------------------ | ------ | ----------------- |
| 1  | ВР   | Андоні Субісаррета      | 23 жовтня 1961 (вік 28 років)  | 49     | Барселона         |
| 2  | ЗХ   | Чендо                   | 12 жовтня 1961 (вік 28 років)  | 22     | Реал Мадрид       |
| 3  | ЗХ   | Маноло Хіменес          | 21 січня 1964 (вік 26 років)   | 13     | Севілья           |
| 4  | ЗХ   | Хенар Андрінуа          | 9 травня 1964 (вік 26 років)   | 24     | Атлетік (Більбао) |
| 5  | ЗХ   | Мануель Санчіс Онтіюело | 23 травня 1965 (вік 25 років)  | 30     | Реал Мадрид       |
| 6  | ПЗ   | Рафаель Мартін Васкес   | 25 вересня 1965 (вік 24 роки)  | 22     | Реал Мадрид       |
| 7  | НП   | Мігель Пардеса          | 8 лютого 1965 (вік 25 років)   | 4      | Реал Сарагоса     |
| 8  | ЗХ   | Кіке Санчес Флорес      | 2 лютого 1965 (вік 25 років)   | 11     | Валенсія          |
| 9  | НП   | Еміліо Бутрагеньйо (к)  | 22 липня 1963 (вік 26 років)   | 49     | Реал Мадрид       |
| 10 | ПЗ   | Фернандо                | 11 вересня 1965 (вік 24 роки)  | 2      | Валенсія          |
| 11 | ПЗ   | Франсіско Вільярроя     | 6 серпня 1966 (вік 23 роки)    | 7      | Реал Сарагоса     |
| 12 | ЗХ   | Рафаель Алькорта        | 16 вересня 1968 (вік 21 рік)   | 1      | Атлетік (Більбао) |
| 13 | ВР   | Хуан Карлос Абланедо    | 2 вересня 1963 (вік 26 років)  | 2      | Спортінг (Хіхон)  |
| 14 | ЗХ   | Альберто Горріс         | 16 лютого 1958 (вік 32 роки)   | 8      | Реал Сосьєдад     |
| 15 | ПЗ   | Роберто                 | 5 липня 1962 (вік 27 років)    | 22     | Барселона         |
| 16 | ПЗ   | Хосе Марі Бакеро        | 11 лютого 1963 (вік 27 років)  | 11     | Барселона         |
| 17 | ПЗ   | Фернандо Єрро           | 23 березня 1968 (вік 22 роки)  | 2      | Реал Мадрид       |
| 18 | ПЗ   | Рафаель Пас             | 2 серпня 1965 (вік 24 роки)    | 3      | Севілья           |
| 19 | НП   | Хуліо Салінас           | 11 вересня 1962 (вік 27 років) | 26     | Барселона         |
| 20 | НП   | Маноло                  | 17 січня 1965 (вік 25 років)   | 13     | Атлетіко (Мадрид) |
| 21 | ПЗ   | Мічел                   | 23 березня 1963 (вік 27 років) | 44     | Реал Мадрид       |
| 22 | ВР   | Хосе Мануель Очоторена  | 16 січня 1961 (вік 29 років)   | 1      | Валенсія          |

## Італія
Головний тренер: Адзельйо Вічіні
| №  | Поз. | Гравець              | Дата народження (вік)            | Матчів | Клуб           |
| -- | ---- | -------------------- | -------------------------------- | ------ | -------------- |
| 1  | ВР   | Вальтер Дзенга       | 28 квітня 1960 (вік 30 років)    | 35     | Інтернаціонале |
| 2  | ЗХ   | Франко Барезі        | 8 травня 1960 (вік 30 років)     | 39     | Мілан          |
| 3  | ЗХ   | Джузеппе Бергомі (к) | 22 грудня 1963 (вік 26 років)    | 65     | Інтернаціонале |
| 4  | ЗХ   | Луїджі Де Агостіні   | 7 квітня 1961 (вік 29 років)     | 24     | Ювентус        |
| 5  | ЗХ   | Чиро Феррара         | 11 лютого 1967 (вік 23 роки)     | 16     | Наполі         |
| 6  | ЗХ   | Ріккардо Феррі       | 20 серпня 1963 (вік 26 років)    | 29     | Інтернаціонале |
| 7  | ЗХ   | Паоло Мальдіні       | 26 червня 1968 (вік 21 рік)      | 19     | Мілан          |
| 8  | ЗХ   | П'єтро Верховод      | 6 квітня 1959 (вік 31 рік)       | 29     | Сампдорія      |
| 9  | ПЗ   | Карло Анчелотті      | 10 червня 1959 (вік 30 років)    | 22     | Мілан          |
| 10 | ПЗ   | Нікола Берті         | 14 квітня 1967 (вік 23 роки)     | 11     | Інтернаціонале |
| 11 | ПЗ   | Фернандо Де Наполі   | 15 березня 1964 (вік 26 років)   | 38     | Наполі         |
| 12 | ВР   | Стефано Такконі      | 13 травня 1957 (вік 33 роки)     | 5      | Ювентус        |
| 13 | ПЗ   | Джузеппе Джанніні    | 20 серпня 1964 (вік 25 років)    | 34     | Рома           |
| 14 | ПЗ   | Джанкарло Мароккі    | 4 липня 1965 (вік 24 роки)       | 7      | Ювентус        |
| 15 | НП   | Роберто Баджо        | 18 лютого 1967 (вік 23 роки)     | 8      | Фіорентіна     |
| 16 | НП   | Андреа Карневале     | 12 січня 1961 (вік 29 років)     | 8      | Наполі         |
| 17 | ПЗ   | Роберто Донадоні     | 9 вересня 1963 (вік 26 років)    | 29     | Мілан          |
| 18 | НП   | Роберто Манчіні      | 27 листопада 1964 (вік 25 років) | 20     | Сампдорія      |
| 19 | НП   | Сальваторе Скіллачі  | 1 грудня 1964 (вік 25 років)     | 1      | Ювентус        |
| 20 | НП   | Альдо Серена         | 25 червня 1960 (вік 29 років)    | 18     | Інтернаціонале |
| 21 | НП   | Джанлука Віаллі      | 9 липня 1964 (вік 25 років)      | 42     | Сампдорія      |
| 22 | ВР   | Джанлука Пальюка     | 18 грудня 1966 (вік 23 роки)     | 0      | Сампдорія      |

## Камерун
Головний тренер:  Непомнящий Валерій Кузьмович
| №  | Поз. | Гравець            | Дата народження (вік)           | Матчів | Клуб           |
| -- | ---- | ------------------ | ------------------------------- | ------ | -------------- |
| 1  | ВР   | Жозеф-Антуан Белл  | 8 жовтня 1954 (вік 35 років)    | 3      | Бордо          |
| 2  | ЗХ   | Андре Кана-Біїк    | 1 вересня 1965 (вік 24 роки)    | 41     | Мец            |
| 3  | ПЗ   | Жюль Онана         | 12 червня 1964 (вік 25 років)   | 6      | Канон Яунде    |
| 4  | ЗХ   | Бенжамен Массінг   | 20 червня 1962 (вік 27 років)   | 0      | Кретей         |
| 5  | ЗХ   | Бертен Ебвелле     | 11 вересня 1962 (вік 27 років)  | 16     | Тоннер         |
| 6  | ЗХ   | Емманюель Кунде    | 15 липня 1956 (вік 33 роки)     | 82     | Превоянс Яунде |
| 7  | НП   | Франсуа Омам-Біїк  | 21 травня 1966 (вік 24 роки)    | 34     | Лаваль         |
| 8  | ПЗ   | Еміль Мбу          | 30 травня 1966 (вік 24 роки)    | 38     | Шенуа          |
| 9  | НП   | Роже Мілла         | 20 травня 1952 (вік 38 років)   | 56     | Сен-П'єрруаз   |
| 10 | ПЗ   | Луї-Поль М'Феде    | 26 лютого 1961 (вік 29 років)   | 40     | Канон Яунде    |
| 11 | НП   | Ежен Екеке         | 30 травня 1960 (вік 30 років)   | 2      | Валансьєн      |
| 12 | ЗХ   | Альфонс Йомбі      | 30 червня 1969 (вік 20 років)   | ?      | Канон Яунде    |
| 13 | ЗХ   | Жан-Клод Пагаль    | 15 вересня 1964 (вік 25 років)  | 0      | Ля Рош         |
| 14 | ЗХ   | Стефан Татав (к)   | 31 березня 1963 (вік 27 років)  | 29     | Тоннер         |
| 15 | ПЗ   | Томас Лібії        | 17 листопада 1967 (вік 22 роки) | 0      | Тоннер         |
| 16 | ВР   | Томас Н'Коно       | 20 липня 1956 (вік 33 роки)     | 57     | Еспаньйол      |
| 17 | ЗХ   | Віктор Н'Діп       | 20 серпня 1967 (вік 22 роки)    | 16     | Канон Яунде    |
| 18 | НП   | Бонавентур Джонкеп | 20 серпня 1961 (вік 28 років)   | 49     | Юніон Дуала    |
| 19 | ПЗ   | Роже Фетмба        | 31 жовтня 1968 (вік 21 рік)     | 0      | Юніон Дуала    |
| 20 | ПЗ   | Сірілл Маканакі    | 28 червня 1965 (вік 24 роки)    | 0      | Тулон          |
| 21 | ПЗ   | Емманюель Мабоанг  | 27 листопада 1968 (вік 21 рік)  | 0      | Канон Яунде    |
| 22 | ВР   | Жак Сонго'о        | 17 березня 1964 (вік 26 років)  | 38     | Тулон          |

## Колумбія
Головний тренер: Франсіско Матурана
| №  | Поз. | Гравець                             | Дата народження (вік)           | Матчів | Клуб                     |
| -- | ---- | ----------------------------------- | ------------------------------- | ------ | ------------------------ |
| 1  | ВР   | Рене Ігіта                          | 27 серпня 1966 (вік 23 роки)    | 33     | Атлетіко Насьйональ      |
| 2  | ЗХ   | Андрес Ескобар                      | 13 березня 1967 (вік 23 роки)   | 4      | Янг Бойз                 |
| 3  | ЗХ   | Хільдардо Бідерман Гомес Монсальвес | 13 жовтня 1963 (вік 26 років)   | 0      | Атлетіко Насьйональ      |
| 4  | ЗХ   | Луїс Фернандо Еррера                | 12 червня 1962 (вік 27 років)   | 4      | Атлетіко Насьйональ      |
| 5  | ПЗ   | Леон Фернандо Вілья                 | 12 січня 1960 (вік 30 років)    | 1      | Атлетіко Насьйональ      |
| 6  | ЗХ   | Хосе Рікардо Перес                  | 24 жовтня 1963 (вік 26 років)   | 2      | Атлетіко Насьйональ      |
| 7  | НП   | Карлос Естрада                      | 1 листопада 1961 (вік 28 років) | 0      | Мільйонаріос             |
| 8  | ПЗ   | Габріель Хайме Гомес                | 8 грудня 1959 (вік 30 років)    | 5      | Індепендьєнте Медельїн   |
| 9  | НП   | Мігель Герреро                      | 7 вересня 1967 (вік 22 роки)    | 0      | Америка де Калі          |
| 10 | ПЗ   | Карлос Вальдеррама (к)              | 2 вересня 1961 (вік 28 років)   | 26     | Монпельє                 |
| 11 | ПЗ   | Бернардо Редін                      | 26 лютого 1963 (вік 27 років)   | 8      | Депортіво Калі           |
| 12 | ВР   | Едуардо Ніньйо                      | 8 серпня 1967 (вік 22 роки)     | 0      | Індепендьєнте (Санта-Фе) |
| 13 | ЗХ   | Карлос Ойос                         | 28 лютого 1962 (вік 28 років)   | 24     | Атлетіко Хуніор          |
| 14 | ПЗ   | Леонель Альварес                    | 29 липня 1965 (вік 24 роки)     | 35     | Атлетіко Насьйональ      |
| 15 | ЗХ   | Луїс Карлос Переа                   | 29 грудня 1963 (вік 26 років)   | 33     | Атлетіко Насьйональ      |
| 16 | НП   | Арнольдо Ігуаран                    | 18 січня 1957 (вік 33 роки)     | 58     | Мільйонаріос             |
| 17 | ЗХ   | Хеованіс Касьяні                    | 10 січня 1970 (вік 20 років)    | 0      | Атлетіко Насьйональ      |
| 18 | ЗХ   | Вільмер Кабрера                     | 15 вересня 1967 (вік 22 роки)   | 4      | Америка де Калі          |
| 19 | ПЗ   | Фредді Рінкон                       | 14 серпня 1966 (вік 23 роки)    | 9      | Америка де Калі          |
| 20 | ПЗ   | Луїс Фахардо                        | 18 серпня 1963 (вік 26 років)   | 0      | Атлетіко Насьйональ      |
| 21 | ЗХ   | Алексіс Мендоса                     | 8 листопада 1961 (вік 28 років) | 1      | Атлетіко Хуніор          |
| 22 | НП   | Рубен Даріо Ернандес                | 19 лютого 1965 (вік 25 років)   | 1      | Мільйонаріос             |

## Коста-Рика
Головний тренер:  Бора Милутинович
| №  | Поз. | Гравець             | Дата народження (вік)           | Матчів | Клуб        |
| -- | ---- | ------------------- | ------------------------------- | ------ | ----------- |
| 1  | ВР   | Луїс Габело Конехо  | 1 січня 1960 (вік 30 років)     | 32     | Рамоненсе   |
| 2  | ЗХ   | Владімір Кесада     | 12 травня 1966 (вік 24 роки)    | 0      | Сапрісса    |
| 3  | ЗХ   | Роджер Флорес (к)   | 26 травня 1959 (вік 31 рік)     | 0      | Сапрісса    |
| 4  | ЗХ   | Рональд Гонсалес    | 8 серпня 1970 (вік 19 років)    | 4      | Сапрісса    |
| 5  | ЗХ   | Марвін Обандо       | 4 квітня 1960 (вік 30 років)    | 6      | Ередіано    |
| 6  | ПЗ   | Хосе Карлос Чавес   | 3 вересня 1958 (вік 31 рік)     | 0      | Алахуеленсе |
| 7  | НП   | Ернан Медфорд       | 23 травня 1968 (вік 22 роки)    | 18     | Сапрісса    |
| 8  | ПЗ   | Херман Чаваррія     | 19 березня 1958 (вік 32 роки)   | 3      | Ередіано    |
| 9  | ПЗ   | Алешандре Гімарайнс | 7 листопада 1959 (вік 30 років) | 0      | Сапрісса    |
| 10 | ПЗ   | Оскар Рамірес       | 8 грудня 1964 (вік 25 років)    | 25     | Алахуеленсе |
| 11 | НП   | Клаудіо Хара        | 6 травня 1959 (вік 31 рік)      | 0      | Ередіано    |
| 12 | ПЗ   | Роджер Гомес        | 7 лютого 1965 (вік 25 років)    | 0      | Картахінес  |
| 13 | ПЗ   | Мігель Девіс        | 18 червня 1966 (вік 23 роки)    | ?      | Алахуеленсе |
| 14 | ПЗ   | Хуан Каяссо         | 24 червня 1961 (вік 28 років)   | 1      | Сапрісса    |
| 15 | ЗХ   | Рональд Марін       | 2 листопада 1962 (вік 27 років) | 3      | Ередіано    |
| 16 | НП   | Хосе Хайкель        | 3 квітня 1966 (вік 24 роки)     | ?      | Сапрісса    |
| 17 | ПЗ   | Рой Маєрс           | 13 квітня 1969 (вік 21 рік)     | 0      | Лімоненсе   |
| 18 | ЗХ   | Джованні Хара       | 20 липня 1967 (вік 22 роки)     | 0      | Ередіано    |
| 19 | ЗХ   | Ектор Марчена       | 4 січня 1965 (вік 25 років)     | 0      | Картахінес  |
| 20 | ЗХ   | Маурісіо Монтеро    | 19 жовтня 1963 (вік 26 років)   | 21     | Алахуеленсе |
| 21 | ВР   | Ермідіо Баррантес   | 2 вересня 1964 (вік 25 років)   | 0      | Пунтаренас  |
| 22 | ВР   | Мігель Сегура       | 2 вересня 1963 (вік 26 років)   | ?      | Сапрісса    |

## Західна Німеччина
Головний тренер: Франц Бекенбауер
| №  | Поз. | Гравець           | Дата народження (вік)            | Матчів | Клуб                          |
| -- | ---- | ----------------- | -------------------------------- | ------ | ----------------------------- |
| 1  | ВР   | Бодо Іллгнер      | 7 квітня 1967 (вік 23 роки)      | 15     | Кельн                         |
| 2  | ЗХ   | Штефан Ройтер     | 16 жовтня 1966 (вік 23 роки)     | 16     | Баварія (Мюнхен)              |
| 3  | ЗХ   | Андреас Бреме     | 9 листопада 1960 (вік 29 років)  | 51     | Інтернаціонале                |
| 4  | ЗХ   | Юрген Колер       | 6 жовтня 1965 (вік 24 роки)      | 27     | Баварія (Мюнхен)              |
| 5  | ЗХ   | Клаус Аугенталер  | 26 вересня 1957 (вік 32 роки)    | 20     | Баварія (Мюнхен)              |
| 6  | ЗХ   | Гвідо Бухвальд    | 24 січня 1961 (вік 29 років)     | 32     | Штутгарт                      |
| 7  | ПЗ   | П'єр Літтбарскі   | 16 квітня 1960 (вік 30 років)    | 67     | Кельн                         |
| 8  | ПЗ   | Томас Гесслер     | 30 травня 1966 (вік 24 роки)     | 12     | Кельн                         |
| 9  | НП   | Руді Феллер       | 13 квітня 1960 (вік 30 років)    | 63     | Рома                          |
| 10 | ПЗ   | Лотар Маттеус (к) | 21 березня 1961 (вік 29 років)   | 74     | Інтернаціонале                |
| 11 | НП   | Франк Міль        | 23 липня 1958 (вік 31 рік)       | 17     | Боруссія (Дортмунд)           |
| 12 | ВР   | Раймонд Ауманн    | 12 жовтня 1963 (вік 26 років)    | 3      | Баварія (Мюнхен)              |
| 13 | НП   | Карл-Гайнц Рідле  | 16 вересня 1965 (вік 24 роки)    | 6      | Вердер                        |
| 14 | ЗХ   | Томас Бертольд    | 12 листопада 1964 (вік 25 років) | 35     | Рома                          |
| 15 | ПЗ   | Уве Байн          | 26 вересня 1960 (вік 29 років)   | 6      | Айнтрахт (Франкфурт-на-Майні) |
| 16 | ЗХ   | Пауль Штайнер     | 23 січня 1957 (вік 33 роки)      | 1      | Кельн                         |
| 17 | ПЗ   | Андреас Меллер    | 2 вересня 1967 (вік 22 роки)     | 10     | Боруссія (Дортмунд)           |
| 18 | НП   | Юрген Клінсманн   | 30 липня 1964 (вік 25 років)     | 18     | Інтернаціонале                |
| 19 | ЗХ   | Ганс Пфлюглер     | 27 березня 1960 (вік 30 років)   | 10     | Баварія (Мюнхен)              |
| 20 | ПЗ   | Олаф Тон          | 1 травня 1966 (вік 24 роки)      | 33     | Баварія (Мюнхен)              |
| 21 | ПЗ   | Гюнтер Германн    | 5 грудня 1960 (вік 29 років)     | 2      | Вердер                        |
| 22 | ВР   | Андреас Кепке     | 12 березня 1962 (вік 28 років)   | 1      | Нюрнберг                      |

## Нідерланди
Головний тренер: Лео Бенгаккер
| №  | Поз. | Гравець           | Дата народження (вік)            | Матчів | Клуб            |
| -- | ---- | ----------------- | -------------------------------- | ------ | --------------- |
| 1  | ВР   | Ганс ван Брекелен | 4 жовтня 1956 (вік 33 роки)      | 52     | ПСВ             |
| 2  | ЗХ   | Беррі ван Арле    | 8 грудня 1962 (вік 27 років)     | 22     | ПСВ             |
| 3  | ПЗ   | Франк Райкард     | 30 вересня 1962 (вік 27 років)   | 42     | Мілан           |
| 4  | ЗХ   | Роналд Куман      | 21 березня 1963 (вік 27 років)   | 43     | Барселона       |
| 5  | ЗХ   | Адрі ван Тіггелен | 16 червня 1957 (вік 32 роки)     | 40     | Андерлехт       |
| 6  | ПЗ   | Ян Ваутерс        | 17 липня 1960 (вік 29 років)     | 30     | Аякс            |
| 7  | ПЗ   | Ервін Куман       | 20 вересня 1961 (вік 28 років)   | 23     | Мехелен         |
| 8  | ПЗ   | Гералд Ваненбург  | 5 березня 1964 (вік 26 років)    | 36     | ПСВ             |
| 9  | НП   | Марко ван Бастен  | 31 жовтня 1964 (вік 25 років)    | 35     | Мілан           |
| 10 | ПЗ   | Рууд Гулліт (к)   | 1 вересня 1962 (вік 27 років)    | 44     | Мілан           |
| 11 | ПЗ   | Ріхард Вітчге     | 20 вересня 1969 (вік 20 років)   | 4      | Аякс            |
| 12 | НП   | Вім Кіфт          | 12 листопада 1962 (вік 27 років) | 27     | ПСВ             |
| 13 | ЗХ   | Грам Рутьєс       | 26 березня 1960 (вік 30 років)   | 7      | Мехелен         |
| 14 | НП   | Джон ван 'т Схіп  | 30 листопада 1963 (вік 26 років) | 22     | Аякс            |
| 15 | НП   | Браян Рой         | 12 лютого 1970 (вік 20 років)    | 2      | Аякс            |
| 16 | ВР   | Йоп Гіле          | 25 грудня 1958 (вік 31 рік)      | 6      | Феєнорд         |
| 17 | НП   | Ганс Гіллгаус     | 5 листопада 1963 (вік 26 років)  | 2      | Абердин         |
| 18 | ЗХ   | Генк Фрейзер      | 7 липня 1966 (вік 23 роки)       | 2      | Рода (Керкраде) |
| 19 | НП   | Йоганнес ван Лун  | 4 лютого 1965 (вік 25 років)     | 6      | Рода (Керкраде) |
| 20 | ПЗ   | Арон Вінтер       | 1 березня 1967 (вік 23 роки)     | 11     | Аякс            |
| 21 | ЗХ   | Данні Блінд       | 1 серпня 1961 (вік 28 років)     | 5      | Аякс            |
| 22 | ВР   | Стенлі Мензо      | 15 жовтня 1963 (вік 26 років)    | 1      | Аякс            |

## Об’єднані Арабські Емірати
Головний тренер:  Карлос Алберто Паррейра
| №  | Поз. | Гравець                | Дата народження (вік)            | Матчів | Клуб           |
| -- | ---- | ---------------------- | -------------------------------- | ------ | -------------- |
| 1  | ВР   | Абдулла Муса           | 2 березня 1958 (вік 32 роки)     | ?      | Шабаб Аль-Аглі |
| 2  | ЗХ   | Халіль Ганім           | 12 листопада 1964 (вік 25 років) | 4      | Хаур-Факкан    |
| 3  | ПЗ   | Алі Тані Джумаа        | 18 серпня 1968 (вік 21 рік)      | 3      | Шарджа         |
| 4  | ЗХ   | Мубарак Ганім          | 3 вересня 1963 (вік 26 років)    | 3      | Хаур-Факкан    |
| 5  | ПЗ   | Абдулла Алі Султан     | 1 жовтня 1963 (вік 26 років)     | 4      | Хаур-Факкан    |
| 6  | ЗХ   | Абдулрахман Мохамед    | 1 жовтня 1963 (вік 26 років)     | 0      | Ан-Наср        |
| 7  | НП   | Фахад Хамес (к)        | 24 січня 1962 (вік 28 років)     | 2      | Аль-Васл       |
| 8  | ПЗ   | Халід Ісмаїл           | 7 липня 1965 (вік 24 роки)       | 3      | Ан-Наср        |
| 9  | НП   | Абдулазіз Мохамед      | 12 грудня 1965 (вік 24 роки)     | 0      | Шарджа         |
| 10 | НП   | Аднан ат-Тальяні       | 30 жовтня 1964 (вік 25 років)    | 4      | Аш-Шабаб       |
| 11 | НП   | Зухаїр Бахіт           | 13 липня 1967 (вік 22 роки)      | 0      | Аль-Васл       |
| 12 | НП   | Хуссаїн Гулум          | 24 вересня 1969 (вік 20 років)   | 2      | Шарджа         |
| 13 | ПЗ   | Хассан Мохамед         | 23 серпня 1962 (вік 27 років)    | 4      | Аль-Васл       |
| 14 | ПЗ   | Насір Хамес            | 2 серпня 1965 (вік 24 роки)      | 0      | Аль-Васл       |
| 15 | ЗХ   | Ібрагім Мір            | 16 липня 1967 (вік 22 роки)      | 4      | Шарджа         |
| 16 | ЗХ   | Мохамед Салім          | 13 січня 1968 (вік 22 роки)      | 2      | Шабаб Аль-Аглі |
| 17 | ВР   | Мухсін Мусабах         | 1 жовтня 1964 (вік 25 років)     | 4      | Шарджа         |
| 18 | ПЗ   | Фахад Абдулрахман      | 10 жовтня 1962 (вік 27 років)    | 3      | Аль-Васл       |
| 19 | ЗХ   | Нур Ісса Мір           | 16 липня 1967 (вік 22 роки)      | 2      | Шарджа         |
| 20 | ЗХ   | Юсуф Хуссаїн           | 8 липня 1965 (вік 24 роки)       | 0      | Шарджа         |
| 21 | ЗХ   | Абдулрахман Аль-Хаддад | 23 березня 1966 (вік 24 роки)    | 0      | Шарджа         |
| 22 | ВР   | Абдулкадір Хассан      | 15 квітня 1962 (вік 28 років)    | ?      | Аш-Шабаб       |

## Південна Корея
Головний тренер:  Лі Хве Тхек
| №  | Поз. | Гравець          | Дата народження (вік)          | Матчів | Клуб               |
| -- | ---- | ---------------- | ------------------------------ | ------ | ------------------ |
| 1  | ВР   | Кім Пхун Джу     | 1 жовтня 1961 (вік 28 років)   | 3      | Деу Роялс          |
| 2  | ЗХ   | Пак Кьон Хун     | 19 січня 1961 (вік 29 років)   | 11     | ПОСКО Атомс        |
| 3  | ЗХ   | Чхве Ґан Хий     | 12 квітня 1959 (вік 31 рік)    | 6      | Хьонде Хорангі     |
| 4  | ЗХ   | Юн Док Йо        | 25 березня 1961 (вік 29 років) | 0      | Хьонде Хорангі     |
| 5  | ЗХ   | Чон Йон Хван (к) | 10 лютого 1960 (вік 30 років)  | 12     | Деу Роялс          |
| 6  | НП   | Лі Тхе Хо        | 29 січня 1961 (вік 29 років)   | 6      | Деу Роялс          |
| 7  | ПЗ   | Но Су Джин       | 10 лютого 1962 (вік 28 років)  | 4      | Чеджу Юнайтед      |
| 8  | НП   | Чон Хе Вон       | 1 липня 1959 (вік 30 років)    | 6      | Деу Роялс          |
| 9  | ПЗ   | Хванбо Ґван      | 1 березня 1965 (вік 25 років)  | 1      | Чеджу Юнайтед      |
| 10 | НП   | Лі Сан Юн        | 10 квітня 1969 (вік 21 рік)    | 0      | Ільхва Чунма       |
| 11 | НП   | Пьон Бьон Джу    | 26 квітня 1961 (вік 29 років)  | 11     | Хьонде Хорангі     |
| 12 | ПЗ   | Лі Хин Сіль      | 10 липня 1961 (вік 28 років)   | 0      | ПОСКО Атомс        |
| 13 | ЗХ   | Чон Джон Су      | 27 березня 1961 (вік 29 років) | 1      | Хьонде Хорангі     |
| 14 | НП   | Чхве Сун Хо      | 10 січня 1962 (вік 28 років)   | 76     | Лакі-Голдстар      |
| 15 | ЗХ   | Чо Мін Гук       | 5 липня 1963 (вік 26 років)    | 10     | Лакі-Голдстар      |
| 16 | ПЗ   | Кім Джу Сон      | 17 січня 1966 (вік 24 роки)    | 11     | Деу Роялс          |
| 17 | ЗХ   | Ку Сан Бом       | 15 червня 1964 (вік 25 років)  | 9      | Лакі-Голдстар      |
| 18 | НП   | Хван Сон Хон     | 14 липня 1968 (вік 21 рік)     | 7      | Університет Конкук |
| 19 | ВР   | Чон Ґі Дон       | 13 травня 1961 (вік 29 років)  | ?      | ПОСКО Атомс        |
| 20 | ЗХ   | Хон Мьон Бо      | 12 лютого 1969 (вік 21 рік)    | 4      | Університет Корьо  |
| 21 | ВР   | Чхве Ін Йон      | 5 березня 1962 (вік 28 років)  | 0      | Хьонде Хорангі     |
| 22 | ПЗ   | Лі Йон Джин      | 27 жовтня 1963 (вік 26 років)  | 0      | Лакі-Голдстар      |

## Румунія
Головний тренер: Емерік Єней
| №  | Поз. | Гравець         | Дата народження (вік)          | Матчів | Клуб                      |
| -- | ---- | --------------- | ------------------------------ | ------ | ------------------------- |
| 1  | ВР   | Сілвіу Лунг (к) | 9 вересня 1956 (вік 33 роки)   | 65     | Стяуа                     |
| 2  | ЗХ   | Мірча Реднік    | 9 квітня 1962 (вік 28 років)   | 74     | Динамо (Бухарест)         |
| 3  | ЗХ   | Michael Klein   | 10 жовтня 1959 (вік 30 років)  | 78     | Динамо (Бухарест)         |
| 4  | ЗХ   | Йоан Андоне     | 15 березня 1960 (вік 30 років) | 49     | Динамо (Бухарест)         |
| 5  | ПЗ   | Йосиф Ротаріу   | 27 вересня 1962 (вік 27 років) | 11     | Стяуа                     |
| 6  | ЗХ   | Георге Попеску  | 9 жовтня 1967 (вік 22 роки)    | 18     | КС Університатя (Крайова) |
| 7  | НП   | Маріус Лекетуш  | 5 квітня 1964 (вік 26 років)   | 38     | Стяуа                     |
| 8  | ПЗ   | Йоан Сабеу      | 12 лютого 1968 (вік 22 роки)   | 21     | Динамо (Бухарест)         |
| 9  | НП   | Родіон Кеметару | 22 червня 1958 (вік 31 рік)    | 74     | Шарлеруа                  |
| 10 | ПЗ   | Георге Хаджі    | 5 лютого 1965 (вік 25 років)   | 59     | Стяуа                     |
| 11 | ПЗ   | Денуц Лупу      | 27 лютого 1967 (вік 23 роки)   | 7      | Динамо (Бухарест)         |
| 12 | ВР   | Богдан Стеля    | 5 грудня 1967 (вік 22 роки)    | 3      | Динамо (Бухарест)         |
| 13 | ЗХ   | Адріан Попеску  | 26 червня 1960 (вік 29 років)  | 1      | КС Університатя (Крайова) |
| 14 | НП   | Флорін Редучою  | 17 березня 1970 (вік 20 років) | 3      | Динамо (Бухарест)         |
| 15 | ПЗ   | Дорін Матеуц    | 5 серпня 1965 (вік 24 роки)    | 45     | Динамо (Бухарест)         |
| 16 | ПЗ   | Даніел Тімофте  | 1 жовтня 1967 (вік 22 роки)    | 4      | Динамо (Бухарест)         |
| 17 | НП   | Іліє Думітреску | 6 січня 1969 (вік 21 рік)      | 9      | Стяуа                     |
| 18 | НП   | Гаврил Балінт   | 3 січня 1963 (вік 27 років)    | 24     | Стяуа                     |
| 19 | ЗХ   | Еміл Сендой     | 1 березня 1965 (вік 25 років)  | 8      | КС Університатя (Крайова) |
| 20 | ПЗ   | Жольт Мужнаї    | 20 серпня 1965 (вік 24 роки)   | 6      | Стяуа                     |
| 21 | ПЗ   | Йоан Лупеску    | 9 грудня 1968 (вік 21 рік)     | 4      | Динамо (Бухарест)         |
| 22 | ВР   | Георге Лільяк   | 22 квітня 1959 (вік 31 рік)    | 2      | Петролул                  |

## СРСР
Головний тренер: Лобановський Валерій Васильович
| №  | Поз. | Гравець                           | Дата народження (вік)            | Матчів | Клуб                |
| -- | ---- | --------------------------------- | -------------------------------- | ------ | ------------------- |
| 1  | ВР   | Дасаєв Рінат Файзрахманович (к)   | 13 червня 1957 (вік 32 роки)     | 90     | Севілья             |
| 2  | ЗХ   | Безсонов Володимир Васильович     | 5 березня 1958 (вік 32 роки)     | 77     | Динамо (Київ)       |
| 3  | ЗХ   | Хідіятуллін Вагіз Назірович       | 3 березня 1959 (вік 31 рік)      | 55     | Тулуза              |
| 4  | ЗХ   | Кузнецов Олег Володимирович       | 22 березня 1963 (вік 27 років)   | 49     | Динамо (Київ)       |
| 5  | ЗХ   | Дем'яненко Анатолій Васильович    | 19 лютого 1959 (вік 31 рік)      | 79     | Динамо (Київ)       |
| 6  | ПЗ   | Рац Василь Карлович               | 25 квітня 1961 (вік 29 років)    | 46     | Динамо (Київ)       |
| 7  | ПЗ   | Алейніков Сергій Євгенович        | 7 листопада 1961 (вік 28 років)  | 61     | Ювентус             |
| 8  | ПЗ   | Литовченко Геннадій Володимирович | 11 вересня 1963 (вік 26 років)   | 54     | Динамо (Київ)       |
| 9  | ПЗ   | Заваров Олександр Анатолійович    | 20 квітня 1961 (вік 29 років)    | 38     | Ювентус             |
| 10 | НП   | Протасов Олег Валерійович         | 4 лютого 1964 (вік 26 років)     | 60     | Динамо (Київ)       |
| 11 | НП   | Добровольський Ігор Іванович      | 27 серпня 1967 (вік 22 роки)     | 13     | Динамо (Москва)     |
| 12 | ПЗ   | Бородюк Олександр Генріхович      | 30 листопада 1962 (вік 27 років) | 5      | Шальке 04           |
| 13 | ЗХ   | Цвейба Ахрік Сократович           | 10 вересня 1966 (вік 23 роки)    | 3      | Динамо (Київ)       |
| 14 | НП   | Лютий Володимир Іванович          | 24 квітня 1962 (вік 28 років)    | 2      | Шальке 04           |
| 15 | ПЗ   | Яремчук Іван Іванович             | 19 березня 1962 (вік 28 років)   | 16     | Динамо (Київ)       |
| 16 | ВР   | Чанов Віктор Вікторович           | 21 липня 1959 (вік 30 років)     | 21     | Динамо (Київ)       |
| 17 | ПЗ   | Зигмантович Андрій Вікентійович   | 2 грудня 1962 (вік 27 років)     | 34     | Динамо (Мінськ)     |
| 18 | ПЗ   | Шалімов Ігор Михайлович           | 2 лютого 1969 (вік 21 рік)       | 0      | Спартак (Москва)    |
| 19 | ЗХ   | Фокін Сергій Олександрович        | 26 липня 1961 (вік 28 років)     | 3      | ЦСКА (Москва)       |
| 20 | ЗХ   | Горлукович Сергій Вадимович       | 18 листопада 1961 (вік 28 років) | 15     | Боруссія (Дортмунд) |
| 21 | ПЗ   | Брошин Валерій Вікторович         | 19 жовтня 1962 (вік 27 років)    | 2      | ЦСКА (Москва)       |
| 22 | ВР   | Уваров Олександр Вікторович       | 13 січня 1960 (вік 30 років)     | 1      | Динамо (Москва)     |

## США
Головний тренер: Боб Ганслер
| №  | Поз. | Гравець             | Дата народження (вік)            | Матчів | Клуб                        |
| -- | ---- | ------------------- | -------------------------------- | ------ | --------------------------- |
| 1  | ВР   | Тоні Меола          | 21 лютого 1969 (вік 21 рік)      | 17     | Університет Вірджінії       |
| 2  | ЗХ   | Стів Тріттшу        | 24 квітня 1965 (вік 25 років)    | 29     | Тампа-Бей Роудіс            |
| 3  | ЗХ   | Джон Дойл           | 16 березня 1966 (вік 24 роки)    | 21     | Сан-Франциско Бей Блекгоукс |
| 4  | ЗХ   | Джиммі Бенкс        | 2 вересня 1964 (вік 25 років)    | 26     | Мілвокі Вейв                |
| 5  | ЗХ   | Майк Віндішманн (к) | 6 грудня 1965 (вік 24 роки)      | 42     | Олбані Кепітелс             |
| 6  | ПЗ   | Джон Гаркс          | 8 березня 1967 (вік 23 роки)     | 28     | Олбані Кепітелс             |
| 7  | ПЗ   | Таб Рамос           | 21 вересня 1966 (вік 23 роки)    | 23     | Фігерас                     |
| 8  | ЗХ   | Браян Блісс         | 28 вересня 1965 (вік 24 роки)    | 23     | Олбані Кепітелс             |
| 9  | НП   | Крістофер Салліван  | 18 квітня 1965 (вік 25 років)    | 15     | Дьйор                       |
| 10 | НП   | Пітер Вермес        | 21 листопада 1966 (вік 23 роки)  | 20     | Волендам                    |
| 11 | НП   | Ерік Віналда        | 9 червня 1969 (вік 20 років)     | 13     | Сан-Франциско Бей Блекгоукс |
| 12 | ЗХ   | Пол Крумпе          | 4 березня 1963 (вік 27 років)    | 16     | Реал Санта Барбара          |
| 13 | НП   | Ерік Айхманн        | 7 травня 1965 (вік 25 років)     | 21     | Форт-Лодердейл Страйкерз    |
| 14 | ПЗ   | Джон Столлмеєр      | 25 жовтня 1962 (вік 27 років)    | 28     | Вашингтон Старз             |
| 15 | ЗХ   | Десмонд Армстронг   | 2 листопада 1964 (вік 25 років)  | 14     | Балтимор Бластс             |
| 16 | НП   | Брюс Мюррей         | 25 січня 1966 (вік 24 роки)      | 38     | Вашингтон Старз             |
| 17 | ЗХ   | Марсело Бальбоа     | 8 серпня 1967 (вік 22 роки)      | 18     | Сан-Дієго Номадс            |
| 18 | ВР   | Кейсі Келлер        | 29 листопада 1969 (вік 20 років) | 6      | Портленд Тімберз            |
| 19 | ПЗ   | Кріс Гендерсон      | 11 грудня 1970 (вік 19 років)    | 5      | УКЛА Брюїнз                 |
| 20 | ПЗ   | Пол Каліджурі       | 9 березня 1964 (вік 26 років)    | 33     | Меппен                      |
| 21 | ПЗ   | Ніл Ковоун          | 31 серпня 1969 (вік 20 років)    | 5      | Вейк Форест Юніверсіті      |
| 22 | ВР   | Девід Ваноул        | 6 лютого 1963 (вік 27 років)     | 13     | Los Angeles Heat            |

## Уругвай
Головний тренер: Оскар Табарес
| №  | Поз. | Гравець                 | Дата народження (вік)            | Матчів | Клуб                       |
| -- | ---- | ----------------------- | -------------------------------- | ------ | -------------------------- |
| 1  | ВР   | Фернандо Альвес         | 4 вересня 1959 (вік 30 років)    | 15     | Пеньяроль                  |
| 2  | ЗХ   | Нельсон Гутьєррес       | 13 квітня 1962 (вік 28 років)    | 53     | Верона                     |
| 3  | ЗХ   | Уго де Леон             | 27 лютого 1958 (вік 32 роки)     | 44     | Рівер Плейт                |
| 4  | ЗХ   | Хосе Оскар Еррера       | 17 червня 1965 (вік 24 роки)     | 27     | Фігерас                    |
| 5  | ПЗ   | Хосе Пердомо            | 5 січня 1965 (вік 25 років)      | 23     | Дженоа                     |
| 6  | ЗХ   | Альфонсо Домінгес       | 24 вересня 1965 (вік 24 роки)    | 27     | Пеньяроль                  |
| 7  | НП   | Антоніо Альсаменді      | 7 червня 1956 (вік 34 роки)      | 28     | КД Логроньєс               |
| 8  | ПЗ   | Сантьяго Остоласа       | 10 липня 1962 (вік 27 років)     | 25     | Крус Асуль                 |
| 9  | ПЗ   | Енцо Франческолі (к)    | 12 листопада 1961 (вік 28 років) | 42     | Олімпік (Марсель)          |
| 10 | ПЗ   | Рубен Пас               | 8 серпня 1959 (вік 30 років)     | 42     | Дженоа                     |
| 11 | НП   | Рубен Соса              | 25 квітня 1966 (вік 24 роки)     | 27     | Лаціо                      |
| 12 | ВР   | Едуардо Перейра         | 21 березня 1954 (вік 36 років)   | 10     | Індепендьєнте (Авельянеда) |
| 13 | ЗХ   | Даніель Ревелес         | 30 вересня 1959 (вік 30 років)   | 12     | Насьйональ (Монтевідео)    |
| 14 | ЗХ   | Хосе Пінтос Салданья    | 25 березня 1964 (вік 26 років)   | 9      | Насьйональ (Монтевідео)    |
| 15 | ПЗ   | Габріель Корреа         | 13 січня 1968 (вік 22 роки)      | 18     | Пеньяроль                  |
| 16 | ПЗ   | Пабло Бенгоечеа         | 27 червня 1965 (вік 24 роки)     | 17     | Севілья                    |
| 17 | НП   | Серхіо Даніель Мартінес | 15 лютого 1969 (вік 21 рік)      | 14     | Дефенсор Спортінг          |
| 18 | НП   | Карлос Агілера          | 21 вересня 1964 (вік 25 років)   | 50     | Дженоа                     |
| 19 | НП   | Даніель Фонсека         | 13 вересня 1969 (вік 20 років)   | 4      | Насьйональ (Монтевідео)    |
| 20 | ПЗ   | Рубен Перейра           | 28 січня 1968 (вік 22 роки)      | 18     | Данубіо                    |
| 21 | ПЗ   | Вільям Кастро           | 22 травня 1962 (вік 28 років)    | 8      | Насьйональ (Монтевідео)    |
| 22 | ВР   | Хав'єр Сеолі            | 2 травня 1962 (вік 28 років)     | 14     | Тенерифе                   |

## Чехословаччина
Головний тренер: Йозеф Венглош
| №  | Поз. | Гравець          | Дата народження (вік)            | Матчів | Клуб                                 |
| -- | ---- | ---------------- | -------------------------------- | ------ | ------------------------------------ |
| 1  | ВР   | Ян Стейскал      | 15 січня 1962 (вік 28 років)     | 16     | Спарта (Прага)                       |
| 2  | ЗХ   | Юліус Бєлик      | 8 березня 1962 (вік 28 років)    | 16     | Спарта (Прага)                       |
| 3  | ЗХ   | Мирослав Кадлець | 22 червня 1964 (вік 25 років)    | 20     | Вітковиці                            |
| 4  | ПЗ   | Іван Гашек (к)   | 6 вересня 1963 (вік 26 років)    | 42     | Спарта (Прага)                       |
| 5  | ЗХ   | Ян Коцян         | 13 березня 1958 (вік 32 роки)    | 13     | Санкт-Паулі                          |
| 6  | ЗХ   | Франтішек Страка | 21 травня 1958 (вік 32 роки)     | 32     | Боруссія (Менхенгладбах)             |
| 7  | ПЗ   | Міхал Білек      | 13 квітня 1965 (вік 25 років)    | 20     | Спарта (Прага)                       |
| 8  | ПЗ   | Йозеф Хованець   | 7 березня 1960 (вік 30 років)    | 42     | ПСВ                                  |
| 9  | ПЗ   | Любош Кубік      | 20 січня 1964 (вік 26 років)     | 21     | Фіорентіна                           |
| 10 | НП   | Томаш Скугравий  | 7 вересня 1965 (вік 24 роки)     | 22     | Спарта (Прага)                       |
| 11 | ПЗ   | Любомир Моравчик | 22 червня 1965 (вік 24 роки)     | 16     | Пластіка (Нітра)                     |
| 12 | ЗХ   | Петер Фібер      | 16 травня 1964 (вік 26 років)    | 3      | ДАК 1904                             |
| 13 | ПЗ   | Їржи Немець      | 15 травня 1966 (вік 24 роки)     | 1      | Дукла (Прага)                        |
| 14 | ПЗ   | Vladimír Weiss   | 22 вересня 1964 (вік 25 років)   | 15     | Інтер (Братислава)                   |
| 15 | ЗХ   | Владімір Кіньєр  | 6 квітня 1958 (вік 32 роки)      | 9      | Слован (футбольний клуб, Братислава) |
| 16 | НП   | Вільям Гиравий   | 26 листопада 1962 (вік 27 років) | 10     | Банік (Острава)                      |
| 17 | НП   | Іво Кнофлічек    | 23 лютого 1962 (вік 28 років)    | 28     | Санкт-Паулі                          |
| 18 | НП   | Мілан Луговий    | 1 січня 1963 (вік 27 років)      | 28     | Спортінг (Хіхон)                     |
| 19 | НП   | Станіслав Грига  | 4 листопада 1961 (вік 28 років)  | 32     | Феєнорд                              |
| 20 | ПЗ   | Вацлав Немечек   | 25 січня 1967 (вік 23 роки)      | 17     | Спарта (Прага)                       |
| 21 | ВР   | Людек Міклошко   | 9 грудня 1961 (вік 28 років)     | 32     | Вест Гем Юнайтед                     |
| 22 | ВР   | Петер Палух      | 17 лютого 1958 (вік 32 роки)     | 0      | Пластіка (Нітра)                     |

## Швеція
Головний тренер: Улле Нордін
| №  | Поз. | Гравець           | Дата народження (вік)            | Матчів | Клуб            |
| -- | ---- | ----------------- | -------------------------------- | ------ | --------------- |
| 1  | ВР   | Свен Андерссон    | 6 жовтня 1963 (вік 26 років)     | 1      | Ергрюте         |
| 2  | ЗХ   | Ян Ерікссон       | 24 серпня 1967 (вік 22 роки)     | 1      | АІК             |
| 3  | ЗХ   | Гленн Гисен (к)   | 30 жовтня 1959 (вік 30 років)    | 64     | Ліверпуль       |
| 4  | ЗХ   | Петер Ларссон     | 8 березня 1961 (вік 29 років)    | 36     | Аякс            |
| 5  | ЗХ   | Рогер Юнг         | 8 січня 1966 (вік 24 роки)       | 19     | Янг Бойз        |
| 6  | ЗХ   | Роланд Нільссон   | 27 листопада 1963 (вік 26 років) | 32     | Шеффілд Венсдей |
| 7  | ПЗ   | Ніклас Нюлен      | 21 березня 1966 (вік 24 роки)    | 8      | Мальме          |
| 8  | ПЗ   | Стефан Шварц      | 18 квітня 1969 (вік 21 рік)      | 6      | Мальме          |
| 9  | ПЗ   | Лейф Енквіст      | 30 липня 1962 (вік 27 років)     | 15     | Мальме          |
| 10 | ПЗ   | Клас Інгессон     | 20 серпня 1968 (вік 21 рік)      | 11     | Гетеборг        |
| 11 | ПЗ   | Ульрік Янссон     | 2 лютого 1968 (вік 22 роки)      | 0      | Естерс          |
| 12 | ВР   | Ларс Ерікссон     | 21 вересня 1965 (вік 24 роки)    | 3      | Норрчепінг      |
| 13 | ПЗ   | Андерс Лімпар     | 24 вересня 1965 (вік 24 роки)    | 21     | Кремонезе       |
| 14 | ПЗ   | Йоакім Нільссон   | 31 березня 1966 (вік 24 роки)    | 19     | Мальме          |
| 15 | ПЗ   | Гленн Стремберг   | 5 січня 1960 (вік 30 років)      | 49     | Аталанта        |
| 16 | ПЗ   | Юнас Терн         | 20 березня 1967 (вік 23 роки)    | 21     | Бенфіка         |
| 17 | НП   | Томас Бролін      | 29 листопада 1969 (вік 20 років) | 2      | Норрчепінг      |
| 18 | НП   | Йонні Екстрем     | 5 березня 1965 (вік 25 років)    | 32     | Канн            |
| 19 | ЗХ   | Матс Грен         | 20 грудня 1963 (вік 26 років)    | 10     | Грассгоппер     |
| 20 | НП   | Матс Магнуссон    | 10 липня 1963 (вік 26 років)     | 29     | Бенфіка         |
| 21 | НП   | Стефан Петтерссон | 22 березня 1963 (вік 27 років)   | 19     | Аякс            |
| 22 | ВР   | Томас Равеллі     | 13 серпня 1959 (вік 30 років)    | 72     | Гетеборг        |

## Шотландія
Головний тренер: Енді Роксбург
| №  | Поз. | Гравець          | Дата народження (вік)            | Матчів | Клуб                |
| -- | ---- | ---------------- | -------------------------------- | ------ | ------------------- |
| 1  | ВР   | Джим Лейтон      | 24 липня 1958 (вік 31 рік)       | 55     | Манчестер Юнайтед   |
| 2  | ЗХ   | Алекс Макліш     | 21 січня 1959 (вік 31 рік)       | 69     | Абердин             |
| 3  | ЗХ   | Рой Ейткен (к)   | 24 листопада 1958 (вік 31 рік)   | 53     | Ньюкасл Юнайтед     |
| 4  | ЗХ   | Річард Гаф       | 5 квітня 1962 (вік 28 років)     | 49     | Рейнджерс           |
| 5  | ПЗ   | Пол Макстей      | 22 жовтня 1964 (вік 25 років)    | 46     | Селтік              |
| 6  | ЗХ   | Моріс Мелпас     | 3 серпня 1962 (вік 27 років)     | 34     | Данді Юнайтед       |
| 7  | НП   | Мо Джонстон      | 13 квітня 1963 (вік 27 років)    | 33     | Рейнджерс           |
| 8  | ПЗ   | Джим Бетт        | 25 листопада 1959 (вік 30 років) | 24     | Абердин             |
| 9  | НП   | Аллі Маккойст    | 24 вересня 1962 (вік 27 років)   | 23     | Рейнджерс           |
| 10 | ПЗ   | Мердо Мак-Лауд   | 24 вересня 1958 (вік 31 рік)     | 14     | Боруссія (Дортмунд) |
| 11 | ЗХ   | Гері Гіллеспі    | 5 липня 1960 (вік 29 років)      | 11     | Ліверпуль           |
| 12 | ВР   | Енді Горам       | 13 квітня 1964 (вік 26 років)    | 9      | Гіберніан           |
| 13 | НП   | Гордон Дьюрі     | 6 грудня 1965 (вік 24 роки)      | 6      | Челсі               |
| 14 | НП   | Алан Макіналлі   | 10 лютого 1963 (вік 27 років)    | 7      | Баварія (Мюнхен)    |
| 15 | ЗХ   | Крейг Левейн     | 22 жовтня 1964 (вік 25 років)    | 5      | Гарт оф Мідлотіан   |
| 16 | ПЗ   | Стюарт Макколл   | 10 червня 1964 (вік 25 років)    | 5      | Евертон             |
| 17 | ЗХ   | Стюарт Маккіммі  | 27 жовтня 1962 (вік 27 років)    | 4      | Абердин             |
| 18 | ПЗ   | John Collins     | 31 січня 1968 (вік 22 роки)      | 4      | Гіберніан           |
| 19 | ЗХ   | David McPherson  | 28 січня 1964 (вік 26 років)     | 4      | Гарт оф Мідлотіан   |
| 20 | ПЗ   | Гері Макаллістер | 25 грудня 1964 (вік 25 років)    | 3      | Лестер Сіті         |
| 21 | НП   | Роберт Флек      | 11 серпня 1965 (вік 24 роки)     | 1      | Норвіч Сіті         |
| 22 | ВР   | Браян Ганн       | 22 грудня 1963 (вік 26 років)    | 1      | Норвіч Сіті         |

За виключенням голкіпера Джима Лейтона, який отримав традиційний ігровий номер 1, розподіл номерів відбувався відповідно до кількості офіційних ігор, проведених у складі національної команди.

## Югославія
Головний тренер: Івиця Осим
| №  | Поз. | Гравець            | Дата народження (вік)           | Матчів | Клуб               |
| -- | ---- | ------------------ | ------------------------------- | ------ | ------------------ |
| 1  | ВР   | Томислав Івкович   | 11 серпня 1960 (вік 29 років)   | 26     | Спортінг (Лісабон) |
| 2  | ЗХ   | Вуядин Станойкович | 10 вересня 1963 (вік 26 років)  | 16     | Партизан           |
| 3  | ЗХ   | Предраг Спасич     | 13 травня 1965 (вік 25 років)   | 18     | Партизан           |
| 4  | ЗХ   | Зоран Вулич        | 4 жовтня 1961 (вік 28 років)    | 15     | Мальорка           |
| 5  | ЗХ   | Фарук Хаджибегич   | 7 жовтня 1957 (вік 32 роки)     | 45     | Сошо               |
| 6  | ЗХ   | Давор Йозич        | 22 вересня 1960 (вік 29 років)  | 17     | Чезена             |
| 7  | ПЗ   | Драголюб Брнович   | 2 листопада 1963 (вік 26 років) | 20     | Мец                |
| 8  | ПЗ   | Сафет Сушич        | 13 квітня 1955 (вік 35 років)   | 47     | Парі Сен-Жермен    |
| 9  | НП   | Дарко Панчев       | 7 вересня 1965 (вік 24 роки)    | 14     | Црвена Звезда      |
| 10 | ПЗ   | Драган Стойкович   | 3 березня 1965 (вік 25 років)   | 33     | Црвена Звезда      |
| 11 | НП   | Златко Вуйович (к) | 26 серпня 1958 (вік 31 рік)     | 63     | Парі Сен-Жермен    |
| 12 | ВР   | Фахрудин Омерович  | 26 серпня 1961 (вік 28 років)   | 0      | Партизан           |
| 13 | ПЗ   | Сречко Катанець    | 16 липня 1963 (вік 26 років)    | 26     | Сампдорія          |
| 14 | НП   | Ален Бокшич        | 21 січня 1970 (вік 20 років)    | 0      | Хайдук (Спліт)     |
| 15 | ПЗ   | Роберт Просинечки  | 12 січня 1969 (вік 21 рік)      | 7      | Црвена Звезда      |
| 16 | ПЗ   | Рефік Шабанаджович | 2 серпня 1965 (вік 24 роки)     | 4      | Црвена Звезда      |
| 17 | ПЗ   | Роберт Ярні        | 26 жовтня 1968 (вік 21 рік)     | 1      | Хайдук (Спліт)     |
| 18 | ЗХ   | Мирсад Бальїч      | 4 березня 1962 (вік 28 років)   | 28     | Сьйон              |
| 19 | ПЗ   | Деян Савичевич     | 15 вересня 1966 (вік 23 роки)   | 13     | Црвена Звезда      |
| 20 | НП   | Давор Шукер        | 1 січня 1968 (вік 22 роки)      | 0      | Динамо (Загреб)    |
| 21 | ЗХ   | Андрей Панадич     | 9 березня 1969 (вік 21 рік)     | 3      | Динамо (Загреб)    |
| 22 | ВР   | Драгоє Лекович     | 21 листопада 1967 (вік 22 роки) | 3      | Будучност          |